# Parque nacional del Valle Silencioso
El parque nacional del Valle Silencioso (malayalam: സൈലന്‍റ്  വാലീ  നാഷണല്‍ പാര്‍ക്ക്) es un parque nacional en el estado de Kerala, en la India. Tiene una zona núcleo de 236,74 kilómetros cuadrados, lo que hace de él el parque nacional más grande de Kerala. Se encuentra en las colinas Nilgiri, dentro del distrito de Palakkad. Esta región fue explorada en 1847 por el botánico Robert Wight, y en este paisaje se ambientó el épico Mahabharatha.
Este parque es una de las últimas zonas no perturbadas de pluvisilvas en la India. Está pegado a una zona que se ha propuesto como parque nacional, parque nacional de Karimpuzha (225 km²) al norte y el parque nacional de Mukurthi (78,46 km²) al noreste, es el núcleo de la reserva de la biosfera internacional de Nilgiri (1.455,4 km²), y es parte del sub-racimo de Nilgiri (6.000+ km²), Ghats Occidentales un lugar reconocido por la UNESCO como Patrimonio de la Humanidad en 2007.
Planes para un proyecto hidroeléctrico que amenazó la rica vida salvaje del parque estimuló un movimiento social medioambiental en los años 1970, conocido como el movimiento Salvad el Silent Valley, que dio como resultado la cancelación del proyecto y la creación del parque en 1980. El centro de visitantes del parque se encuentra en Sairandhri.

## Flora y fauna
Las zonas de valle del parque se encuentran en una ecorregión de pluvisilva. Regiones de colinas por encima de mil metros de altitud en la región de las pluvisilvas de montaña del sur de los Ghats Occidentales. Por encima de los 1.500 metros, los bosques perennes empiezan a dar paso a bosques raquíticos, llamados sholas, salteados con praderas abiertas, siendo ambas de interés para los ecólogos pues la biodiversidad aquí nunca ha sido perturbado por asentamientos humanos. Varias especies amenazadas son endémicas de esta zona. Con cierta frecuencia se descubren aún nuevas especies de animales y plantas.

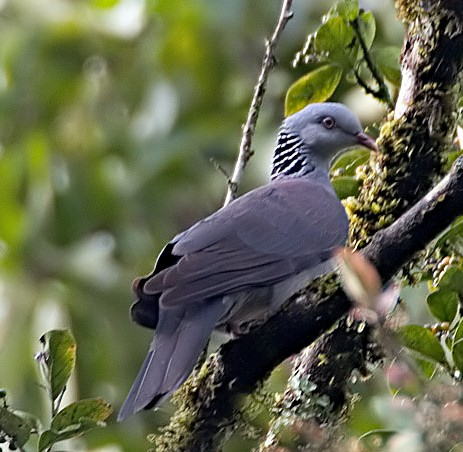
Una paloma de los Nilgiris

### Flora
La flora del valle incluye alrededor de mil especies de angiospermas, 108 especies de orquídeas, 100 helechos y otras plantas vasculares parecidas, 200 hepáticas, 75 líquenes y sobre 200 algas. Una gran mayoría de estas plantas son endémicas de los Ghats Occidentales.

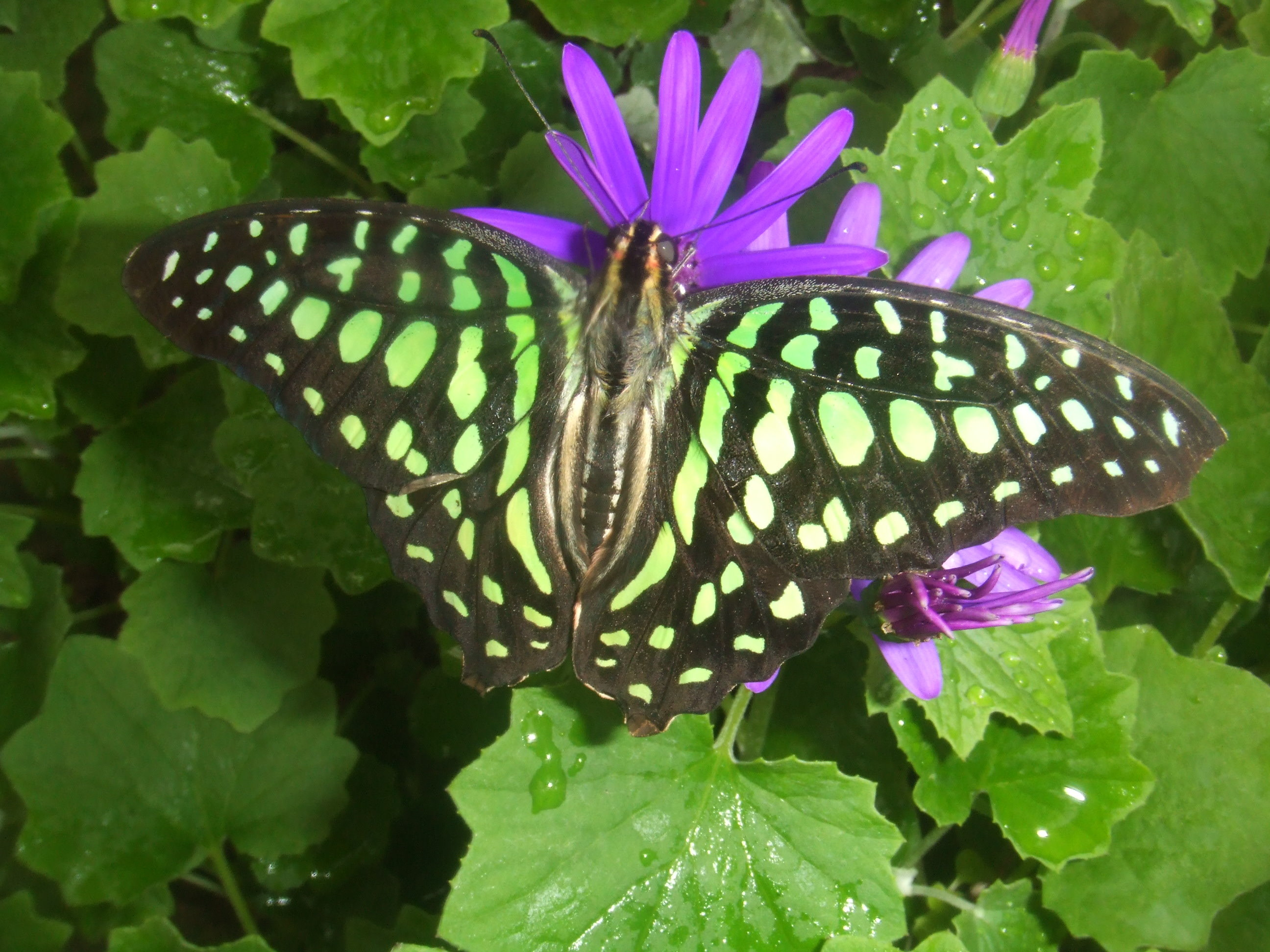
Graphium agamemnon libando de una asterácea

### Fauna

#### Aves
Birdlife International tiene una lista de 16 especies de aves en Silent Valley que están amenazadas o restringidas: paloma de los Nilgiris, cotorra malabar, cálao gris malabar, urraca ventriblanca, bulbul cabecigrís (Pycnonotus priocephalus), sílvidos, turdoide rufo, tordo jocoso de subcaudal rufo, tordo jocoso Nilgiri (Trochalopteron cachinnans), alicorto flanquirrufo (Brachypteryx major), papamoscas rufinegro (Ficedula nigrorufa), papamoscas de los Nilgiri (Eumyias albicaudatus), papamoscas ventriblanco (Cyornis pallipes), suimanga mínimo y bisbita de los Nilgiri (Anthus nilghiriensis).
Entre las especies raras de aves que se pueden encontrar aquí se incluyen el podargo de Ceilán y el cálao bicorne. En el invierno de 2006 se hizo una investigación sobre las aves, y se descubrió el ratonero o busardo moro, una especie nueva de ave rapaz en Sispara, el pico más alto del parque. La investigación encontró 10 especies en peligro documentadas por la Lista Roja de la UICN incluyendo el críalo oriental, el cálao coronado y el aguilucho papialbo. La región es el hogar donde viven 15 especies endémicas incluyendo al papamoscas rufinegro (Ficedula nigrorufa). Se han documentado 138 especies de aves incluyendo 17 que son recientemente observadas por vez primera en la región de Silent Valley. El pájaro más abundante fue el bulbul negro (Hypsipetes leucocephalus).

#### Mamíferos
Hay al menos 34 especies de mamíferos en Silent Valley incluyendo el amenazado sileno, langur de Nilgiri, ardilla malabar, tahr del Nilgiri, y los murciélagos Myotis peshwa y Harpiocephalus harpia. Hay nueve especies de murciélagos, ratas y ratones.
En un estudio realizado entre 1993 y 1996 se observaron 14 grupos de silenos, 85 de langures de Nilgiri, 15 de macaco coronado y 7 de langur gris. De ellos, el langur de Nilgiri estaba distribuido aleatoriamente, mientras que los silenos estaban confinados en el sector meridional del parque. Los macacos coronados y los langures grises fueron visitantes ocasionales. Este parque es una de las últimas zonas intactas donde puede ser viable el mantenimiento de estos primates en peligro, los silenos y el langur de Nilgiri.
También viven aquí ejemplares de tigre, leopardo, gato de Bengala, gato de la jungla, gato pescador, civeta de las palmeras común, civeta enana, civeta palmada marrón, mangosta roja, mangosta de cola corta, cuón, nutria enana, oso perezoso, la "ardilla voladora de Travancore" (Petinomys fuscocapillus), pangolín indio, puercoespín, jabalí, sambar, chital, muntíaco, ciervo ratón, elefante y gaur.

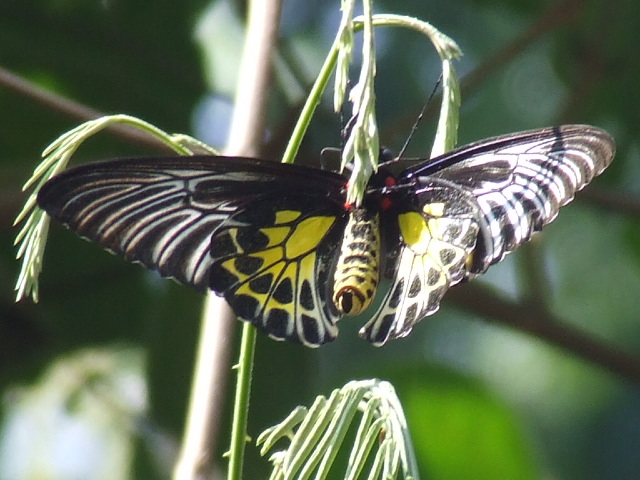
Hembra de Troides minos libando en Silent Valley.

#### Insectos
Hay al menos 730 especies identificadas de insectos en el parque. La mayoría de ellas, lepidópteros y coleópteros. Se han recogido ejemplares de muchas especies sin clasificar, y hay necesidad de mayores estudios.
33 especies de ortópteros han sido documentadas de las cuales una era nueva; 41 especies de hemípteros (ocho nuevos); y 128 especies de coleópteros incluyendo 10 nuevas especies.
Más de 128 especies de mariposas y 400 especies de polillas viven aquí. Un estudio del año 1993 encontró mariposas que pertenecían a 9 familias diferentes. Las familias Nymphalidae y Papilionidae contenían el máximo número de ellas. 13 especies eran endémicas del sur de la India, incluyendo 5 especies que tienen estatus de especies protegidas.

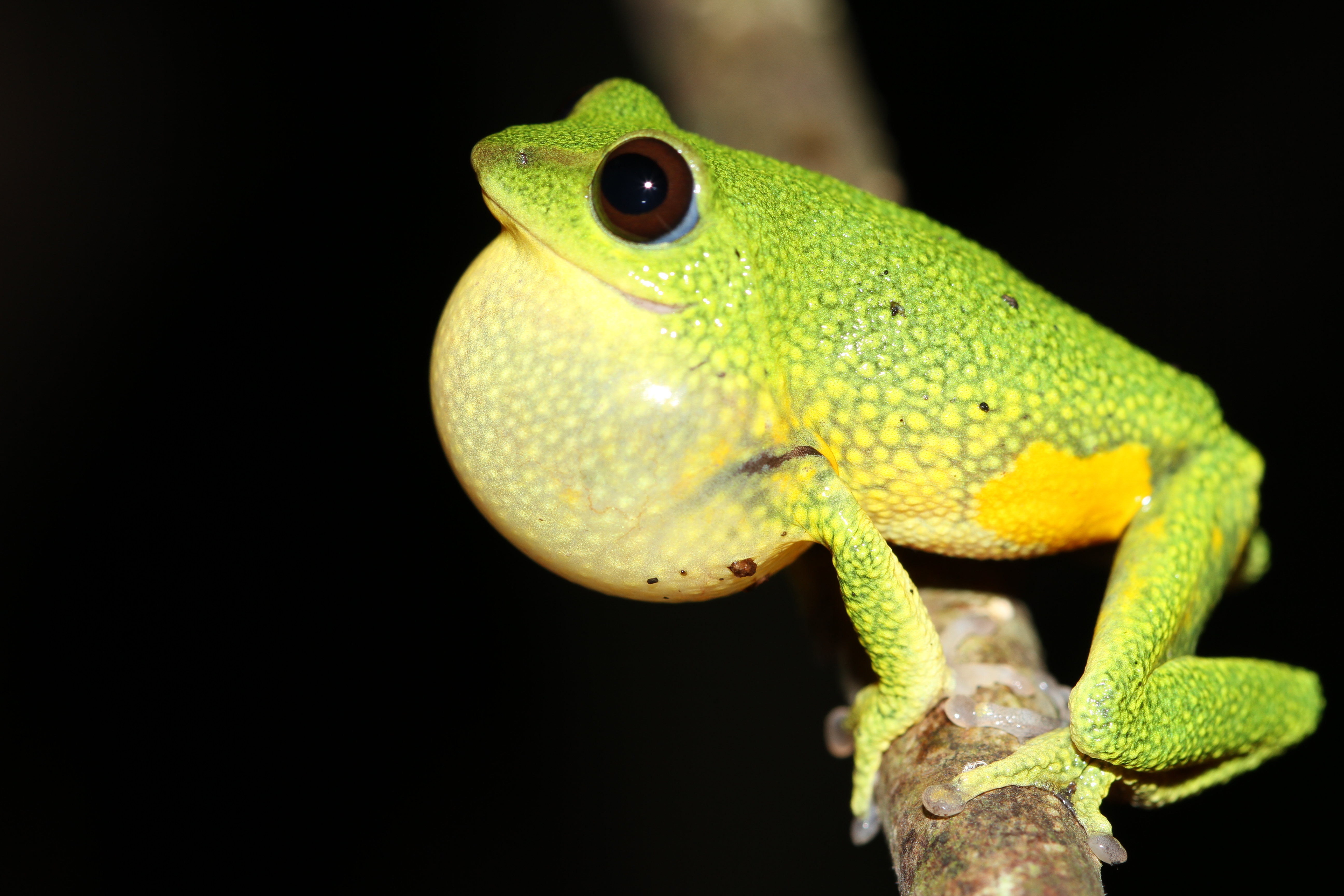
Raorchestes silentvalley

Al menos 500 especies de lombriz de tierra y sanguijuela han sido también identificadas en el parque.